# Tobias Heintz
Tobias Heintz (Moss, 13 luglio 1998) è un calciatore norvegese, centrocampista dell'IFK Göteborg.

## Carriera

### Club
Heintz ha giocato nelle giovanili del Moss. Successivamente, è entrato in quelle dello Sprint-Jeløy, per cui ha giocato anche in prima squadra. Ad agosto 2014 è passato al Sarpsborg 08, venendo aggregato alla formazione del giovanile.
Nel corso della stagione 2015, Heintz è stato incluso in prima squadra, limitandosi però a qualche apparizione in panchina. L'esordio è pertanto arrivato il 13 aprile 2016, quando ha sostituito Kristoffer Tokstad nella vittoria per 0-5 su campo dell'Ås, sfida in cui ha trovato anche una rete.
Il 17 luglio successivo ha debuttato nella massima divisione norvegese, subentrando a Jon-Helge Tveita nel 3-0 inflitto al Lillestrøm. L'11 settembre 2016 ha trovato il primo gol in Eliteserien nella sconfitta casalinga per 1-2 contro il Bodø/Glimt.
Il 20 ottobre 2017 ha prolungato il contratto che lo legava al Sarpsborg 08 fino all'estate 2021. Il 12 luglio 2018 ha disputato la prima partita nelle competizioni europee per club, venendo impiegato nel successo per 0-4 sull'ÍBV Vestmannæyja.
Il 4 gennaio 2019 è passato ufficialmente ai turchi del Kasımpaşa, a cui si è legato con un contratto valido per i successivi tre anni e mezzo.
Il 26 agosto 2020 ha fatto ritorno al Sarpsborg 08 con la formula del prestito, valido fino al termine della stagione.
Svincolatosi dopo aver rescisso con il Kasımpaşa, nel febbraio del 2021 si è unito agli svedesi dell'Häcken con un accordo quadriennale. Nell'Allsvenskan 2021 ha collezionato 18 presenze con due reti all'attivo, poi per la stagione 2022 è passato nuovamente ai norvegesi del Sarpsborg 08 tramite un prestito con opzione di riscatto.

### Nazionale
Heintz ha rappresentato la Norvegia a livello Under-17, Under-18 e Under-19.
Il 31 ottobre 2017 ha ricevuto la prima convocazione in Under-21, da parte del commissario tecnico Leif Gunnar Smerud in vista della sfida contro l'Irlanda del 14 novembre, valida per le qualificazioni al campionato europeo 2019.

## Statistiche

### Presenze e reti nei club
Statistiche aggiornate al 26 agosto 2020.
| Stagione            | Club                | Campionato          | Campionato | Campionato | Coppe nazionali | Coppe nazionali | Coppe nazionali | Coppe continentali | Coppe continentali | Coppe continentali | Supercoppe | Supercoppe | Supercoppe | Totale | Totale |
| Stagione            | Club                | Comp                | Pres       | Reti       | Comp            | Pres            | Reti            | Comp               | Pres               | Reti               | Comp       | Pres       | Reti       | Pres   | Reti   |
| ------------------- | ------------------- | ------------------- | ---------- | ---------- | --------------- | --------------- | --------------- | ------------------ | ------------------ | ------------------ | ---------- | ---------- | ---------- | ------ | ------ |
| 2013                | Sprint-Jeløy        | 3D                  | ?          | ?          | CN              | ?               | ?               | -                  | -                  | -                  | -          | -          | -          | ?      | ?      |
| gen.-ago. 2014      | Sprint-Jeløy        | 3D                  | ?          | ?          | CN              | ?               | ?               | -                  | -                  | -                  | -          | -          | -          | ?      | ?      |
| Totale Sprint-Jeløy | Totale Sprint-Jeløy | Totale Sprint-Jeløy | ?          | ?          |                 | ?               | ?               |                    | -                  | -                  |            | -          | -          | ?      | ?      |
| 2015                | Sarpsborg 08        | ES                  | 0          | 0          | CN              | 0               | 0               | -                  | -                  | -                  | -          | -          | -          | 0      | 0      |
| 2016                | Sarpsborg 08        | ES                  | 3          | 1          | CN              | 2               | 1               | -                  | -                  | -                  | -          | -          | -          | 5      | 2      |
| 2017                | Sarpsborg 08        | ES                  | 22         | 3          | CN              | 7               | 2               | -                  | -                  | -                  | -          | -          | -          | 29     | 5      |
| 2018                | Sarpsborg 08        | ES                  | 22         | 2          | CN              | 3               | 3               | UEL                | 13                 | 3                  | -          | -          | -          | 38     | 8      |
| gen.-giu. 2019      | Kasımpaşa           | SL                  | 8          | 0          | CT              | 2               | 0               | -                  | -                  | -                  | -          | -          | -          | 10     | 0      |
| 2019-2020           | Kasımpaşa           | SL                  | 8          | 0          | CT              | 3               | 1               | -                  | -                  | -                  | -          | -          | -          | 11     | 1      |
| Totale Kasımpaşa    | Totale Kasımpaşa    | Totale Kasımpaşa    | 16         | 0          |                 | 5               | 1               |                    | -                  | -                  |            | -          | -          | 21     | 1      |
| ago.-dic. 2020      | Sarpsborg 08        | ES                  | 0          | 0          | CN              | 0               | 0               | -                  | -                  | -                  | -          | -          | -          | 0      | 0      |
| Totale Sarpsborg 08 | Totale Sarpsborg 08 | Totale Sarpsborg 08 | 47         | 6          |                 | 12              | 6               |                    | 13                 | 3                  |            | -          | -          | 72     | 15     |
| Totale              | Totale              | Totale              | 63+        | 6+         |                 | 17+             | 7+              |                    | 13                 | 3                  |            | -          | -          | 93+    | 16+    |